# Lo mejor de Lujuria
Lo mejor de Lujuria es un álbum recopilatorio de la banda española de heavy metal Lujuria y fue lanzado por Locomotive Music en 2006.
Este compilado numera canciones que se encuentran en los álbumes Cuentos para mayores, República popular del coito, Sin parar de pecar, Enemigos de la castidad y El poder del deseo, publicados entre 1995 y 2003 por Locomotive Music.  Cabe destacar que algunos temas del disco son originalmente de la segunda maqueta del grupo llamada Estrellas del porno, publicada en 1993 por la misma agrupación.

## Lista de canciones
Todos las canciones fueron compuestas por Lujuria.

| Side one |                                        |          |  |
| N.º      | Título                                 | Duración |  |
| 1.       | «Estrella del porno»                   | 4:02     |  |
| 2.       | «Joda a quien joda»                    | 4:44     |  |
| 3.       | «Escuadrón 69»                         | 4:44     |  |
| 4.       | «Corazón de heavy metal»               | 3:27     |  |
| 5.       | «María Martillo»                       | 5:11     |  |
| 6.       | «Jekill & Mrs. Hyde»                   | 3:55     |  |
| 7.       | «Dejad que los niños se acerquen a mí» | 4:12     |  |
| 8.       | «República popular del coito»          | 3:47     |  |
| 9.       | «Vull Cardar»                          | 2:55     |  |
| 10.      | «Mozart y Salieri»                     | 5:23     |  |
| 11.      | «La gorda»                             | 2:04     |  |
| 12.      | «Merece la pena»                       | 4:02     |  |

## Créditos
- Óscar Sancho — voz
- Julio Herranz — guitarra rítmica
- Jesús Sanz — guitarra líder
- Javier Gallardo — bajo
- César de Frutos — batería
- Nuria de la Cruz — teclados